# جنگل آسفالت (فیلم)
جنگل آسفالت (به انگلیسی: The Asphalt Jungle) فیلمی سیاه و سفید در گونهٔ فیلم نوآر به کارگردانی جان هیوستون و محصول سال ۱۹۵۰ آمریکا است. فیلم نامه بر پایه رمانی به همین نام نوشته دبلیو آر بورنت (W. R. Burnett) نوشته شده و داستان سرقت جواهرات در یکی از شهرهای غرب میانه آمریکا را روایت می‌کند در این فیلم استرلینگ هایدن، لوئیس کالهرن و ژان هاگن بازی می‌کنند همچنین مرلین مونرو نیز در یکی از اولین نقش‌هایش ظاهر می‌شود.
این فیلم نامزد چهار جایزه اسکار شد. در سال ۲۰۰۸، جنگل آسفالت توسط کتابخانه کنگره به عنوان «از نظر فرهنگی، تاریخی یا زیبایی شناختی قابل توجه است» در فهرست ملی فیلم ایالات متحده انتخاب و ثبت شد.

## جوایز
- نامزد بهترین کارگردانی، بهترین فیلمنامه، بهترین بازیگر مرد مکمل و بهترین فیلمبرداری در بیست و سومین دوره جوایز اسکار.
- برنده جام ولپی بهترین بازیگر مرد برای سم جافی از یازدهمین جشنواره فیلم ونیز.
- نامزد شیر طلایی بهترین فیلم برای جان هیوستون در یازدهمین جشنواره فیلم ونیز.